# Prundu Bârgăului
Prundu Prundu Bârgăului là một xã thuộc hạt Bistrița-Năsăud, România. Dân số thời điểm năm 2002 là 6408 người.